# Odette Talazac
Odette Pauline Talazac (* 6. Mai 1883 in Paris; † 29. März 1948 ebenda) war eine französische Schauspielerin.

## Leben
Odette Talazacs Eltern waren der Pariser Operntenor Jean-Alexandre Talazac und die Sopranistin Hélène Fauvelle, die nach der Heirat 1880 ihre Bühnenkarriere aufgegeben hatte. Odette hatte zwei Schwestern.
Talazac machte eine Schauspielkarriere in den Pariser Music Halls, in den Cabarets und an den kleinen Bühnen Paris. Bei Louis Jouvet spielte sie 1923 in Knock ou le triomphe de la médecine von Jules Romains, begann damit eine Karriere im modernen Drama und wirkte fortan bei verschiedenen Uraufführungen französischer Gegenwartsdramatik mit.
Mit über vierzig Jahren erhielt sie Engagements in Nebenrollen in der aufkommenden französischen Filmproduktion und spielte, anfangs noch in Stummfilmen, in der Folge in über siebzig Filmen.

## Filmografie (Auswahl)
- 1929: Die beiden Schüchternen (Les Deux Timides) – Regie: René Clair
- 1929: Le Collier de la reine – Regie: Gaston Ravel und Tony Lekain
- 1930: Le Petit Chaperon rouge – Regie: Alberto Cavalcanti
- 1930: Das Blut eines Dichters (Le Sang d'un poète) – Regie: Jean Cocteau
- 1930: L'Enfant de l'amour – Regie: Marcel L’Herbier
- 1931: Die Million (Le Million) – Regie: René Clair
- 1931: Der Kongreß tanzt (Le congrès s'amuse) – Regie: Erik Charell
- 1933: Der 14. Juli (Quatorze juillet) – Regie: René Clair
- 1933: Es war einmal ein Musikus (C'était un musicien) – Regie: Maurice Gleize und Friedrich Zelnik
- 1933: Einmal eine große Dame sein (Un jour viendra) – Regie: Gerhard Lamprecht und Serge Veber
- 1935: Das Verbrechen des Herrn Lange (Le Crime de monsieur Lange) – Regie: Jean Renoir
- 1936: La Peur ou Vertige d'un soir – Regie: Viktor Tourjansky
- 1936: Anne-Marie – Regie: Raymond Bernard
- 1936: Mayerling – Regie: Anatole Litvak
- 1937: Les Petites Alliées – Regie: Jean Dréville
- 1937: L'Alibi – Regie: Pierre Chenal
- 1938: Gibraltar – Regie: Fjodor Ozep
- 1939: Die Spielregel (La Règle du jeu) – Regie: Jean Renoir
- 1939: Lebensabend (La Fin du jour) – Regie: Julien Duvivier
- 1942: Der Mörder wohnt Nr. 21 (L'assassin habite au 21) – Regie: Henri-Georges Clouzot
- 1943: Coup de tête – Regie: René Le Hénaff
- 1944: Le Voyageur sans bagage – Regie: Jean Anouilh
- 1946: Zum kleinen Glück (Au petit bonheur) – Regie: Marcel L’Herbier
- 1947: Hochstapler an Bord (Rendez-vous à Paris) – Regie: Gilles Grangier
- 1947: Le Château de la dernière chance – Regie: Jean-Paul Paulin
- 1948: Die liebestolle Stadt (Clochemerle) – Regie: Pierre Chenal

## Theater (Auswahl)
- 1923: Knock ou le Triomphe de la médecine von Jules Romains. Regie: Louis Jouvet, Comédie des Champs-Élysées
- 1934: Tessa, la nymphe au cœur fidèle von Jean Giraudoux nach Basil Dean und Margaret Kennedy. Regie: Louis Jouvet, Théâtre de l’Athénée
- 1938: Le Corsaire von Marcel Achard, Regie: Louis Jouvet, Théâtre de l’Athénée
- 1939: Undine (Ondine) von Jean Giraudoux. Regie: Louis Jouvet, Théâtre de l’Athénée
- 1937: Rêves sans provision von Ronald Gow. Regie: Alice Cocéa, Comédie des Champs-Élysées
- 1943: Le voyageur sans bagages von Jean Anouilh
- 1944: Antigone, Jean Anouilh. Regie: André Barsacq, Théâtre de l’Atelier
- 1945: Bernarda Albas Haus von Federico García Lorca, Regie: Maurice Jacquemont, Studio des Champs-Élysées
- 1946: Roméo et Jeannette von Jean Anouilh. Regie: André Barsacq, Théâtre de l’Atelier